# Saw 3D
Saw 3D er en amerikansk horrorfilm fra 2010. Filmen er den syvende film i Saw filmserien. Filmen er instrueret af Kevin Greutert.

## Medvirkende
- Tobin Bell som Jigsaw
- Costas Mandylor som Mark Hoffman
- Betsy Russell som Jill Tuck
- Sean Patrick Flanery som Bobby Dagen
- Cary Elwes som Dr. Lawrence Gordon
- Gina Holden som Joyce
- Chad Donella som Gibson
- Rebecca Marshall som Suzanne
- Chester Bennington som Evan
- Naomi Snieckus som Nina
- Dean Armstrong som Cale